# Sceau du Maine
En juin 1820, trois mois après que le Maine fut devenu un des États des États-Unis, la législature du Maine adopta le sceau de l'État.
Le centre du blason représente un élan se reposant près d'un arbre et d'un lac. Le sceau est flanqué de deux hommes : à droite un fermier et à gauche un marin. Le tout est surmonté de la devise de l'État Dirigo, expression latine qui signifie « Je dirige », et d'une étoile polaire. Une ceinture affiche simplement le nom de l'État. 
La législature de 1919 a décidé que la conception du sceau ne devrait plus varier.